# Гагаринский район (Севастополь)
Гага́ринский райо́н (укр. Гагарінський район) — один из четырёх административных районов города Севастополя. 

## История
Район образован 13 ноября 1975 года в соответствии с Указом Президиума Верховного Совета УССР.
Относился к территории, подчинённой Севастопольскому городскому совету Украины.
После аннексии Крыма Россией в 2014 году новыми властями в границах района образовано внутригородское муниципальное образование Гагаринский муниципальный округ в составе города федерального значения Севастополь.
17 июля 2020 года Верховная рада Украины приняла постановление о новой сети районов в стране, которым предполагалось вывести территорию Севастопольского городского совета, кроме городской застройки самого Севастополя и Балаклавы, включая значительную часть Гагаринского района, и включить её в состав Бахчисарайского района Автономной Республики Крым, однако это решение не вступало в силу до «возвращения Крыма под общую юрисдикцию Украины». 9 сентября 2023 года, несмотря на отсутствие контроля над полуостровом, вступили в силу поправки, которые ввели в действие данное постановление в отношении Крыма.

## География
Территория района составляет 61,1 км² или 6110 га и включает в себя семь микрорайонов бухты Камышовой, шесть микрорайонов бухты Стрелецкой, четыре микрорайона проспекта Октябрьской революции, микрорайон бухты Казачья, поселок Грушевка и промышленную зону.
Всего в районе 96 улиц, из них 15 — магистральных. С юга, запада и севера Гагаринский район омывается морем. Длина его береговой черты составляет 43,6 км. В названии памятных мест, бухт и балок, площадей и улиц — вся история народа: Херсонес, бухты Казачья, Камышовая, Омега, Стрелецкая, Карантинная, балки Юхарина и Маячная, улицы Древняя, имени Г. Вакуленчука, П. Дыбенко, Д. Ульянова, Ю. Гавена, Н. Степаняна, И. Юмашева, А. Шостака, Героев Бреста, Героев Подводников, проспекты: имени Ю. Гагарина, Октябрьской революции, Героев Сталинграда, Столетовский, Античный, площади: имени 50-летия СССР, комбата С. А. Неустроева, Свято-Никольская.

## Население
| 1979     | 1989     | 2001     | 2014     | 2015     | 2016     | 2017     |
| -------- | -------- | -------- | -------- | -------- | -------- | -------- |
| 73 946   | ↗116 775 | ↗120 127 | ↗136 010 | ↗137 761 | ↗144 721 | ↗149 726 |
| 2018     | 2019     | 2020     | 2021     |          |          |          |
| ↗153 036 | ↗155 795 | ↗159 017 | ↗187 475 |          |          |          |

По оценке на 1 января 2016 года численность постоянного населения района составила 144 721 человек (100 % из которых — городское); на 1 января 2015 года — 137 761 человек.
По итогам переписи населения в Крымском федеральном округе по состоянию на 14 октября 2014 года численность постоянного населения района (в рамках одноимённого муниципального округа) составила 136 010 человек.
На 1 марта 2014 года постоянное население района составило 123875 человек, наличное — 124439 человек. На 1 июля 2014 года постоянное население района составило 123 945 человек.
Численность населения на 1 ноября 2015 года составляет 143786 человек (34,7% от общего постоянного населения города).

## Экономика и инфраструктура
Гагаринский район — это комплекс крупных промышленных предприятий, предприятий рыбной отрасли, радиоэлектроника, строительной индустрии, научно-исследовательских институтов и проектно-конструкторских организаций, высших, среднеспециальных и средних учебных заведений, медицинских, оздоровительных и детских дошкольных учреждений, предприятий торговли и сферы услуг, культурно-массовой и спортивной работы.
Жилой фонд района составляет 1184 дома общей площадью 1,3 млн м². Семьдесят процентов жилья построено за последние 20 лет. На территории района работает более 180 предприятий торговли и общественного питания, 12 рынков, 69 объектов быта, 11 отделений связи. Население района составляет 155 тысяч человек.
Система здравоохранения района объединяет 22 лечебно-профилактических, санитарно-эпидемиологических и аптечных учреждения.
Здание Гагаринского райисполкома было построено в 1979 году по проекту архитектора Г. Г. Кузьминского.

## Культура и достопримечательноти
На территории размещены Севастопольский национальный технический университет, Военно-морской институт, Севастопольский морской институт, политехнический техникум, четыре профессионально-технических училища, учебно производственный комбинат, 14 средних общеобразовательных школ и 21 детских дошкольных учреждений.
На территории района расположен комплекс памятников древнего города Херсонеса V в. до н.э. — XV н.э., ныне национальный заповедник «Херсонес Таврический».
В районе имеются 150 памятников археологии, 31 памятник Великой Отечественной войны и 11 памятников истории и культуры.